# Câmara Municipal de Brema
A antiga Câmara Municipal foi construída no século XV, após Bremen se ter juntado à Liga Hanseática.
A estátua de Rolando mede 5,5 metros de altura, e data de 1404.

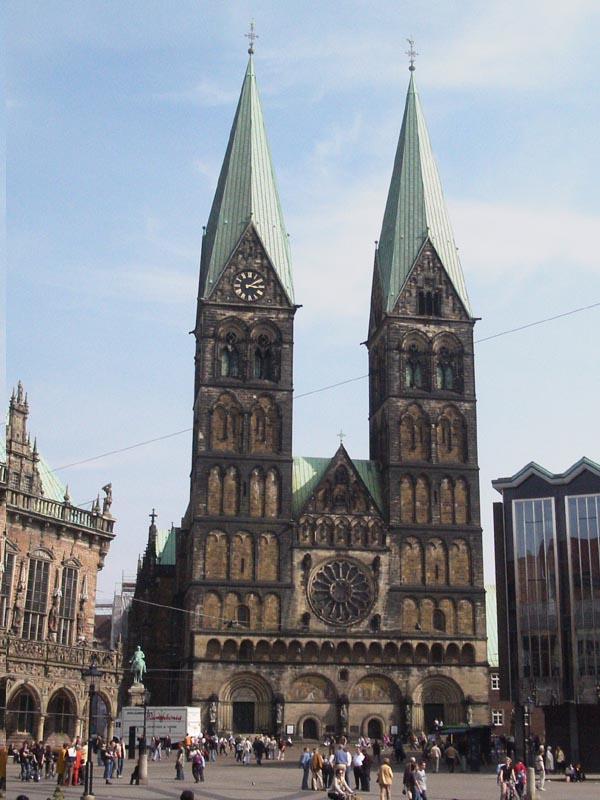
Catedral de St. Petri
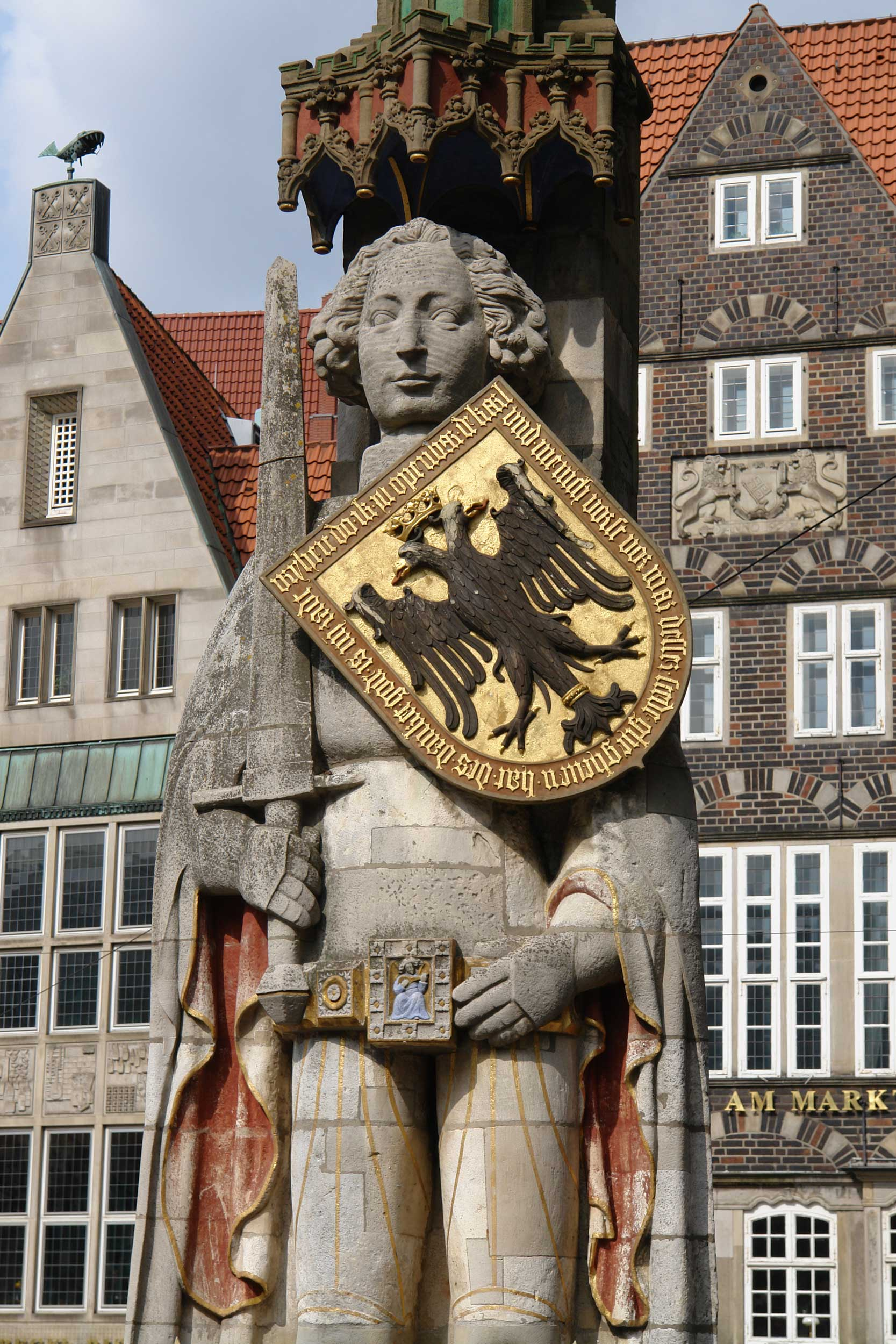
Detalhe da estátua de Rolando